# آلانین راسماز
در آنزیم‌شناسی، یک آلانین راسماز (عدد گروه آنزیم 5.1.1.1) آنزیمیست که واکنش شیمیایی زیر را کاتالیز می‌کند:
ال-آلانین {\displaystyle \rightleftharpoons } دی-آلانین
بنابراین، این آنزیم دارای یک سوبسترای، ال-آلانین، و یک محصول، دی-آلانین است.